# 페르닐라 비베리
페르닐라 크리스티나 비베리(스웨덴어: Pernilla Christina Wiberg, 1970년 10월 15일~)는 스웨덴의 은퇴한 알파인 스키 선수이다. 1990년대에 활약한 최고의 알파인 스키 선수 중 한 명으로 올림픽에서 금메달 2개, 은메달 1개를 획득했고 세계 알파인 스키 선수권 대회에서 금메달 4개를 획득했다. 또한 FIS 알파인 스키 월드컵에서 종합 우승 1회를 달성했고, 금메달 24개를 포함하여 총 61개의 월드컵 메달을 획득했다.